# Werner Henke
Werner Henke (13 de maio de 1909 - 15 de junho de 1944) foi um oficial alemão que serviu na Kriegsmarine durante a Segunda Guerra Mundial. Foi condecorado com a Cruz de Cavaleiro da Cruz de Ferro com Folhas de Carvalho. Werner Henke foi morto na tentativa de fugir do centro de interrogatórios de Fort Hunt no dia 15 de junho de 1944.

## Condecorações
| Cruz de Ferro (1939) 2ª Classe                                   | 17 de setembro de 1939 |
| Cruz de Ferro (1939) 1ª Classe                                   | 4 de outubro de 1941   |
| Condecoração por Longo Tempo de Serviço na Wehrmacht 4ª Classe   | 1 de outubro de 1936   |
| Cruz Espanhola em Bronze                                         | 6 de junho de 1939     |
| Medalha dos Sudetos                                              | 23 de outubro de 1940  |
| Distintivo de Guerra U-Boot (1939)                               | 4 de maio de 1941      |
| Cruz de Cavaleiro da Cruz de Ferro                               | 17 de dezembro de 1942 |
| Cruz de Cavaleiro da Cruz de Ferro com Folhas de Carvalho nº 257 | 4 de julho de 1943     |